# 梅子湖
梅子湖，原称红旗水库，位于云南省普洱市思茅区南屏镇梅园路。

## 沿革
1966年10月，当地民众开始修建红旗水库，余昌兴、刘健伯等人设计，王家元负责施工指导。1979年5月完工投入使用，最初为均质土坝，坝高24米，回填土方16万立方米，供给灌溉面积600亩，总库容660万立方米，兴利库容580万立方米。设左右干渠，其中左渠通水到信房水库坝脚，右渠通水到洗马河水库。1982年10月建成正式梅子湖公园以对外开放，是思茅城新兴的旅游区。门两侧挂有“望梅解渴意 见湖身自凉”的牌匾。